# Wirtschaftlichkeitsrechnung
Wirtschaftlichkeitsrechnung ist ein Kalkül zur Bestimmung der Wirtschaftlichkeit einer ökonomisch relevanten Handlung. Die Wirtschaftlichkeitsrechnung untersucht, inwieweit die in einem Unternehmen oder in einer öffentlichen Institution (etwa in der Verwaltung) eingesetzten Produktionsfaktoren dem Wirtschaftlichkeitsprinzip entsprechend genutzt werden.

## Grundlegendes
Unterschiedliche Arten von Handlungen, etwa das Tätigen einer Investition, die Verwirklichung eines Produktionsverfahrens, das Anbieten eines Produkts auf dem Markt oder auch Unternehmenstätigkeit insgesamt etc., machen unterschiedliche Arten von Wirtschaftlichkeitsrechnungen erforderlich: In erwerbswirtschaftlich tätigen Unternehmen handelt es sich dabei schwerpunktmäßig um die Einträglichkeitsanalyse von Investitionen – welche von nicht wenigen als Kernbereich der Wirtschaftlichkeitsrechnung angesehen wird – sowie um Auswertungsrechnung der Kostenrechnung (Verfahrensvergleiche, Produkterfolgsrechnungen, Losgrößenrechnungen etc.); in öffentlichen Institutionen kommen zuweilen auch die Kosten-Nutzen-Analyse, die Nutzwertanalyse sowie die Kosten-Wirksamkeits-Analyse zur Anwendung; letztere sind jedoch nicht zwingend auf öffentliche Institutionen beschränkt.
Dabei werden in der Wirtschaftlichkeitsrechnung aus der Investitionsrechnung sowie aus der Auswertungsrechnung der Kostenrechnung bestimmte Themenaspekte besonders aufgegriffen: Im Bereich der Investitionsrechnung untersucht die Wirtschaftlichkeitsrechnung die Vorteilhaftigkeit einer geplanten Investition unter bestimmten Voraussetzungen, indem sie die erwarteten Einnahmen und Ausgaben des Investitionsobjekts miteinander vergleicht und gegenüberstellt.

## Wirtschaftlichkeitsrechnung als Einträglichkeitsanalyse von Investitionen
Bei der Wirtschaftlichkeitsrechnung als Einträglichkeitsanalyse von Investitionen ist sowohl eine Beurteilung einzelner Investitionsobjekte als auch die Auswahl der günstigsten Anlage aus mehreren Alternativen möglich. Die Betrachtung macht einen Perspektivwechsel erforderlich, nämlich mal aus Investorensicht, mal aus Unternehmens- oder Institutionssicht (Verwaltungssicht) auf die Investitionsobjekte zu schauen. Aussagefähige Wirtschaftlichkeitsrechnungen müssen die gesamte Einsatzdauer der Objekte einbeziehen und liquiditäts- und absatzmässige Restriktionen berücksichtigen.
Im Einzelnen befasst sich die Wirtschaftlichkeitsrechnung in diesem Zusammenhang unter anderem mit:
- der Bestimmung der Vorteilhaftigkeit von Investitionen,
- der Festlegung der Rangfolge mehrerer investitionsvorteilhafter Investitionen, inklusive mit deren rechnerischer Anwendung, des Weiteren mit
- der Ermittlung der optimalen Nutzungsdauer und des optimalen Ersatzzeitpunktes von Anlagen.

In der Investitionsrechnung werden statische oder dynamische Verfahren für die Wirtschaftlichkeitsrechnung, sprich, für die Einträglichkeitsanalyse von Investitionen, bereitgehalten.
- Statische Verfahren der Investitionsrechnung sind:
  - Kostenvergleichsrechnung
  - Gewinnvergleichsrechnung
  - Rentabilitätsrechnung
  - Amortisationsrechnung

Nachteile der statischen Verfahren sind sowohl ihre kurzfristige Betrachtungsweise als auch die Nichtberücksichtigung des zeitlichen Anfallens von Ein- und Auszahlungen.
- Dynamische Verfahren der Investitionsrechnung sind:
  - Kapitalwertmethode
  - Annuitätenmethode
  - Interner Zinsfuß
  - Endwertmethode
  - Marktzinsmethode.

Die dynamischen Verfahren berücksichtigen sowohl die Bewertung von Ein- und Auszahlungen entsprechend ihrem zeitlichen Anfallen als auch die genaue Erfassung von Ein- und Auszahlungen während der Nutzungsdauer.
Für Investitionsprojekte gelten beim Rechnen mit Kapitalwerten folgende Ausprägungen des Wirtschaftlichkeitsbegriffs:
a) Absolute Wirtschaftlichkeit: Sie ist die für eine bestimmte Handlung ermittelte Beziehung zwischen dem Handlungsergebnis und dem dafür erforderlichen Mitteleinsatz. Der Wert des Handlungsergebnisses und des Mitteleinsatzes wird durch die jeweils relevanten Ziele festgelegt; in einem erwerbswirtschaftlichen Unternehmen wird er durch Erträge und Aufwendungen oder Erlöse und Kosten gemessen. Ein Investitionsprojekt ist z. B. dann absolut wirtschaftlich, wenn sein Kapitalwert größer als Null ist.
b) Relative Wirtschaftlichkeit: Sie ist die Beziehung zur absoluten Wirtschaftlichkeit einer anderen Handlung. Ein Investitionsprojekt A ist z. B. dann relativ wirtschaftlich gegenüber einem Projekt B, wenn sein Kapitalwert größer ist, unabhängig davon, ob er Null übersteigt oder nicht.

## Wirtschaftlichkeitsrechnung im Rahmen der Auswertungsrechnung der Kostenrechnung
Im Bereich der Auswertungsrechnung der Kostenrechnung kann die Wirtschaftlichkeitsrechnung einen Kostenvergleich hinsichtlich der Verfahrenswahl bieten: Wie hoch ist der Maschinenstundensatz oder was kostet das Produkt im Falle der Implementierung eines bestimmten neuen bzw. anders gearteten Produktionsverfahrens? Dabei wird unterstellt, es sei bereits investiert worden. So können etwa die Kosten eines stärker automatisierten Verfahrens mit den Kosten eines stärker manuell geführten Produktionsverfahrens miteinander verglichen werden. Die Berechnung dient:
- dem Verfahrensvergleich sowie der Verfahrensauswahl, inklusive deren rechnerischer Anwendung,
- der Wahl zwischen Eigenfertigung oder Fremdbezug,
- der Ermittlung optimaler Losgrößen.

Produkterfolgsrechnungen können ebenfalls im Rahmen der Auswertungsrechnung der Kostenrechnung erarbeitet werden.
Als Jahresrechnung ausgeführt, kann die Wirtschaftlichkeitsrechnung als innerbetriebliche oder zwischenbetriebliche Vergleichskostenrechnung bei entsprechendem Anlass den zwischen- oder innerbetrieblichen Betriebsvergleich zum Ziel haben.

## Zuweilen relevante Kenngrößen in Sachen Wirtschaftlichkeit
Maßstab der Wirtschaftlichkeit bei den Berechnungen „im Kleinen“ können Mengen (z. B. kritische Menge), Werte (z. B. maximaler Kapitalwert) und Zeiten (z. B. optimale Nutzungsdauer) sein.

## Wirtschaftlichkeitsanalyse als Anwendungsfeld der Wirtschaftlichkeitsrechnung
Eine Wirtschaftlichkeitsanalyse ist ein Verfahren zur Bestimmung der Wirtschaftlichkeit eines Projekts, einer Anwendung oder eines Produkts. Mit den Methoden der Wirtschaftlichkeitsrechnung bestimmen Verantwortliche in Unternehmen oder in Institutionen (Verwaltung), ob sich ein bestimmtes Vorhaben lohnt. Die Geschäftsprozesse, die sich aus dem Projekt, der Anwendung oder dem Produkt ergeben, machen jeweils eine Bewertung ebendieser (Geschäftsprozesse) erforderlich, für die Bewertungskriterien angemessen festgelegt sein müssen, damit die Wirtschaftlichkeitsanalyse eine praxistaugliche Entscheidungsgrundlage liefert und somit letztlich gelingt, das heißt, zu wirtschaftlich sinnvollen Entscheidungen führt.
Für Wirtschaftlichkeitsanalysen und Wirtschaftlichkeitsuntersuchungen werden die Methoden der Wirtschaftlichkeitsrechnung, indem sie auf vorgegebene Problemstellungen angewendet werden, zu einem Instrumentarium des Analysierens dahingehend, ob und unter welchen Bedingungen bestimmte, ins Auge gefasste ökonomierelevante Handlungen wirtschaftlich ausgeführt werden können. Wirtschaftlichkeitsanalysen kommen immer dann zustande, wenn ein Akteur ein (für ihn signifikantes) wirtschaftsrelevantes Vorhaben ins Visier nimmt. Sie können im Großen (auf Unternehmens- oder Institutionenebene) oder im Kleinen (etwa auf Abteilungs- oder Unterabteilungsebene) vorkommen. Nicht selten geht den Wirtschaftlichkeitsanalysen Marktforschungstätigkeit voraus. Über die letzten Jahrzehnte hat sich eine reichhaltige Fachliteratur zu dem Thema angesammelt.